# Чемпионат мира по футболу среди молодёжных команд 2011
Чемпионат мира по футболу среди молодёжных команд 2011 (исп. Copa Mundial Sub-20 de la FIFA Colombia 2011) стал 18-м розыгрышем чемпионата мира по футболу среди молодёжных команд. Турнир прошёл с 29 июля по 20 августа 2011 в Колумбии. Победу одержала сборная Бразилии, обыгравшая в финале сборную Португалии в дополнительное время со счётом 3-2.

## Стадионы
| Армения                            | Барранкилья                                                          | Богота                                                               | Кали                            |
| ---------------------------------- | -------------------------------------------------------------------- | -------------------------------------------------------------------- | ------------------------------- |
| «Сентенарио»                       | «Метрополитано Роберто Мелендес»                                     | «Немесио Камачо»                                                     | «Паскуаль Герреро»              |
| Вместимость: 20,716                | Вместимость: 44,569                                                  | Вместимость: 36,343                                                  | Вместимость: 33,130             |
|                                    |                                                                      |                                                                      |                                 |
| Картахена                          | Армения Барранкилья Богота Кали Картахена Манисалес Медельин Перейра | Армения Барранкилья Богота Кали Картахена Манисалес Медельин Перейра | Манисалес                       |
| «Хайме Морон Леон»                 | Армения Барранкилья Богота Кали Картахена Манисалес Медельин Перейра | Армения Барранкилья Богота Кали Картахена Манисалес Медельин Перейра | «Палогранде»                    |
| Вместимость: 16,068                | Армения Барранкилья Богота Кали Картахена Манисалес Медельин Перейра | Армения Барранкилья Богота Кали Картахена Манисалес Медельин Перейра | Вместимость: 28,678             |
|                                    | Армения Барранкилья Богота Кали Картахена Манисалес Медельин Перейра | Армения Барранкилья Богота Кали Картахена Манисалес Медельин Перейра |                                 |
| Медельин                           | Армения Барранкилья Богота Кали Картахена Манисалес Медельин Перейра | Армения Барранкилья Богота Кали Картахена Манисалес Медельин Перейра | Перейра                         |
| «Атанасио Хирардот»                | Армения Барранкилья Богота Кали Картахена Манисалес Медельин Перейра | Армения Барранкилья Богота Кали Картахена Манисалес Медельин Перейра | «Эрнан Рамирес Вильегас»        |
| Вместимость: 40,943                | Армения Барранкилья Богота Кали Картахена Манисалес Медельин Перейра | Армения Барранкилья Богота Кали Картахена Манисалес Медельин Перейра | Вместимость: 30,297             |
| Estadio Atanasio Girardot-Medellín | Армения Барранкилья Богота Кали Картахена Манисалес Медельин Перейра | Армения Барранкилья Богота Кали Картахена Манисалес Медельин Перейра | Estadio Hernan Ramirez Villegas |

## Квалификация

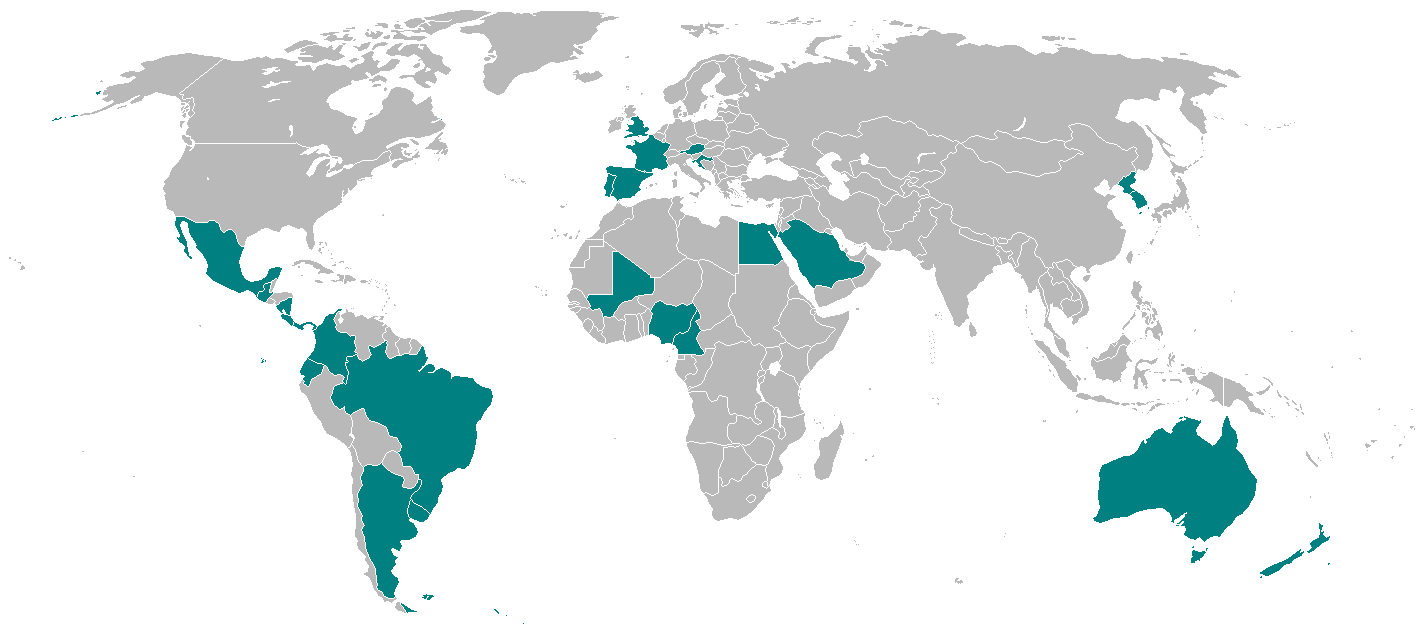
География участников

| Конфедерация                                              | Отборочный турнир                                       | Команда(ы)                                         |
| --------------------------------------------------------- | ------------------------------------------------------- | -------------------------------------------------- |
| АФК (Азия)                                                | Чемпионат Азии по футболу 2010 (юноши до 19 лет)        | КНДР Австралия Республика Корея Саудовская Аравия  |
| КАФ (Африка)                                              | Молодёжный чемпионат Африки по футболу 2011             | Египет Камерун Мали Нигерия                        |
| КОНКАКАФ (Северная, Центральная Америка и Карибские о-ва) | Чемпионат КОНКАКАФ среди молодёжных команд 2011         | Гватемала1 Коста-Рика Мексика Панама               |
| КОНМЕБОЛ (Южная Америка)                                  | Молодёжный чемпионат Южной Америки по футболу 2011      | Аргентина Бразилия Уругвай Эквадор                 |
| ОФК (Океания)                                             | Молодёжный чемпионат Океании по футболу 2011            | Новая Зеландия                                     |
| УЕФА (Европа)                                             | Чемпионат Европы по футболу 2010 среди юношей до 19 лет | Австрия Англия Испания Португалия Франция Хорватия |
| Страна-хозяйка                                            | Страна-хозяйка                                          | Колумбия                                           |

1.↑ Команды-дебютанты.

## Групповой этап
Жеребьёвка группового этапа была проведена 27 апреля 2011 в Картахене.
Составы корзин для жеребьёвки были следующими:
| Корзина A                                              | Корзина B                                        | Корзина C                                                               | Корзина D                                       |
| ------------------------------------------------------ | ------------------------------------------------ | ----------------------------------------------------------------------- | ----------------------------------------------- |
| Аргентина Бразилия Испания Колумбия Нигерия Португалия | Гватемала Египет Камерун Коста-Рика Мали Мексика | Австралия КНДР Новая Зеландия Панама Саудовская Аравия Республика Корея | Австрия Англия Уругвай Франция Хорватия Эквадор |

Победители групп и команды, занявшие вторые места, так же как и четыре лучшие команды, занявшие третьи места, проходят в 1/16 финала.
Определение положения команд в случае равенства очков
Когда две или более команд набирают одинаковое количество очков, их положение определяется по следующим критериям:
1. разница голов во всех групповых матчах;
2. количество голов, забитых во всех групповых матчах;
3. количество очков, заработанные в матчах между командами;
4. разница голов в матчах между командами;
5. количество голов, забитых в матчах между командами;
6. результат жеребьёвки, проведённой организационным комитетом.

Положение третьих команд определяется по следующим критериям, лучшие четыре выходят в 1/8 финала:
1. количество очков;
2. разница голов во всех групповых матчах;
3. количество голов, забитых во всех групповых матчах;
4. результат жеребьёвки, проведённой организационным комитетом.

| Условные цветовые обозначения |
| ----------------------------- |
| Команды проходят в 1/8 финала |

Время начала матчей дано по местному времени, UTC−5

### Группа A
| Команда          | И | В | Н | П | ГЗ | ГП | РГ | О |
| ---------------- | - | - | - | - | -- | -- | -- | - |
| Колумбия         | 3 | 3 | 0 | 0 | 7  | 1  | +6 | 9 |
| Франция          | 3 | 2 | 0 | 1 | 6  | 5  | +1 | 6 |
| Республика Корея | 3 | 1 | 0 | 2 | 3  | 4  | −1 | 3 |
| Мали             | 3 | 0 | 0 | 3 | 0  | 6  | −6 | 0 |

| Мали | 0:2(0:1) | Республика Корея                         |
| ---- | -------- | ---------------------------------------- |
|      | Отчёт    | Ким Кён-Чжун 50′ · Чан Хён Су 80′ (пен.) |

| Колумбия                                           | 4:1(1:1) | Франция  |
| -------------------------------------------------- | -------- | -------- |
| Родригес 30′ (пен.) · Мурьель 48′, 66′ · Ариас 64′ | Отчёт    | Суну 21′ |

| Франция                                | 3:1(1:0) | Республика Корея |
| -------------------------------------- | -------- | ---------------- |
| Суну 27′ · Фофана 81′ · Ляказетт 90+1′ | Отчёт    | Ким Юн-Ук 59′    |

| Колумбия                      | 2:0(1:0) | Мали |
| ----------------------------- | -------- | ---- |
| Валенсия 23′ · Родригес 90+1′ | Отчёт    |      |

| Франция                    | 2:0(0:0) | Мали |
| -------------------------- | -------- | ---- |
| Бакамбу 70′ · Ляказетт 77′ | Отчёт    |      |

| Колумбия    | 1:0(1:0) | Республика Корея |
| ----------- | -------- | ---------------- |
| Мурьель 37′ | Отчёт    |                  |

### Группа B
| Команда        | И | В | Н | П | ГЗ | ГП | РГ | О |
| -------------- | - | - | - | - | -- | -- | -- | - |
| Португалия     | 3 | 2 | 1 | 0 | 2  | 0  | +2 | 7 |
| Камерун        | 3 | 1 | 1 | 1 | 2  | 2  | 0  | 4 |
| Новая Зеландия | 3 | 0 | 2 | 1 | 2  | 3  | −1 | 2 |
| Уругвай        | 3 | 0 | 2 | 1 | 1  | 2  | −1 | 2 |

| Камерун    | 1:1(1:1) | Новая Зеландия  |
| ---------- | -------- | --------------- |
| Мбонди 33′ | Отчёт    | Чаха 40′ (авт.) |

| Португалия | 0:0(0:0) | Уругвай |
| ---------- | -------- | ------- |
|            | Отчёт    |         |

| Уругвай  | 1:1(0:0) | Новая Зеландия |
| -------- | -------- | -------------- |
| Луна 74′ | Отчёт    | Бевин 57′      |

| Португалия      | 1:0(1:0) | Камерун |
| --------------- | -------- | ------- |
| Н. Оливейра 18′ | Отчёт    |         |

| Португалия | 1:0(1:0) | Новая Зеландия |
| ---------- | -------- | -------------- |
| Руй 31′    | Отчёт    |                |

| Уругвай | 0:1(0:1) | Камерун    |
| ------- | -------- | ---------- |
|         | Отчёт    | Мбонго 28′ |

### Группа C
| Команда    | И | В | Н | П | ГЗ | ГП | РГ | О |
| ---------- | - | - | - | - | -- | -- | -- | - |
| Испания    | 3 | 3 | 0 | 0 | 11 | 2  | +9 | 9 |
| Эквадор    | 3 | 1 | 1 | 1 | 4  | 3  | +1 | 4 |
| Коста-Рика | 3 | 1 | 0 | 2 | 4  | 9  | −5 | 3 |
| Австралия  | 3 | 0 | 1 | 2 | 4  | 9  | −5 | 1 |

| Коста-Рика | 1:4(0:1) | Испания                                         |
| ---------- | -------- | ----------------------------------------------- |
| Руис 65′   | Отчёт    | Родриго 14′, 58′ · Коке 81′ · Иско 90+4′ (пен.) |

| Австралия | 1:1(0:1) | Эквадор   |
| --------- | -------- | --------- |
| Оур 89′   | Отчёт    | Говеа 24′ |

| Эквадор | 0:2(0:0) | Испания                  |
| ------- | -------- | ------------------------ |
|         | Отчёт    | Каналес 67′ · Васкес 85′ |

| Австралия                   | 2:3(1:2) | Коста-Рика                   |
| --------------------------- | -------- | ---------------------------- |
| Оур 26′ · Кальво 64′ (авт.) | Отчёт    | Кэмпбелл 22′, 27′ · Руис 72′ |

| Эквадор                         | 3:0(2:0) | Коста-Рика |
| ------------------------------- | -------- | ---------- |
| Монтаньо 2′ · Де Хесус 13′, 69′ | Отчёт    |            |

| Австралия | 1:5(0:5) | Испания                                               |
| --------- | -------- | ----------------------------------------------------- |
| Булут 67′ | Отчёт    | Роберто 1′ · Васкес 6′, 13′, 18′ · Каналес 31′ (пен.) |

### Группа D
| Команда           | И | В | Н | П | ГЗ | ГП | РГ  | О |
| ----------------- | - | - | - | - | -- | -- | --- | - |
| Нигерия           | 3 | 3 | 0 | 0 | 12 | 2  | +10 | 9 |
| Саудовская Аравия | 3 | 2 | 0 | 1 | 8  | 2  | +6  | 6 |
| Гватемала         | 3 | 1 | 0 | 2 | 1  | 11 | −10 | 3 |
| Хорватия          | 3 | 0 | 0 | 3 | 2  | 8  | −6  | 0 |

| Нигерия                                              | 5:0(2:0) | Гватемала |
| ---------------------------------------------------- | -------- | --------- |
| Эгбеди 8′, 39′ · Аджагун 47′ · Кайоде 53′ · Муса 76′ | Отчёт    |           |

| Хорватия | 0:2(0:0) | Саудовская Аравия                |
| -------- | -------- | -------------------------------- |
|          | Отчёт    | Аль-Фахми 54′ · Аль-Муваллад 69′ |

| Саудовская Аравия                                                                                 | 6:0(2:0) | Гватемала |
| ------------------------------------------------------------------------------------------------- | -------- | --------- |
| Дагрири 17′ · Аль-Фахми 27′ · Аль-Фатиль 58′ · Аш-Шахрани 66′ · Аль-Ибрахим 83′ · Аль-Давсари 89′ | Отчёт    |           |

| Хорватия                   | 2:5(1:2) | Нигерия                                              |
| -------------------------- | -------- | ---------------------------------------------------- |
| Лендрич 42′ · Крамарич 66′ | Отчёт    | Кайоде 25′ · Сусвам 30′ · Муса 62′ · Нвофор 69′, 73′ |

| Саудовская Аравия | 0:2(0:1) | Нигерия                 |
| ----------------- | -------- | ----------------------- |
|                   | Отчёт    | Муса 45+2′ · Кайоде 85′ |

| Хорватия | 0:1(0:0) | Гватемала    |
| -------- | -------- | ------------ |
|          | Отчёт    | Себальос 81′ |

### Группа E
| Команда  | И | В | Н | П | ГЗ | ГП | РГ | О |
| -------- | - | - | - | - | -- | -- | -- | - |
| Бразилия | 3 | 2 | 1 | 0 | 8  | 1  | +7 | 7 |
| Египет   | 3 | 2 | 1 | 0 | 6  | 1  | +5 | 7 |
| Панама   | 3 | 0 | 1 | 2 | 0  | 5  | −5 | 1 |
| Австрия  | 3 | 0 | 1 | 2 | 0  | 7  | −7 | 1 |

| Австрия | 0:0(0:0) | Панама |
| ------- | -------- | ------ |
|         | Отчёт    |        |

| Бразилия   | 1:1(1:1) | Египет    |
| ---------- | -------- | --------- |
| Данило 12′ | Отчёт    | Габер 26′ |

| Египет     | 1:0(0:0) | Панама |
| ---------- | -------- | ------ |
| Хегази 67′ | Отчёт    |        |

| Бразилия                                     | 3:0(2:0) | Австрия |
| -------------------------------------------- | -------- | ------- |
| Энрике 37′ · Коутиньо 52′ · Виллиан Жозе 63′ | Отчёт    |         |

| Бразилия                                    | 4:0(2:0) | Панама |
| ------------------------------------------- | -------- | ------ |
| Энрике 40′ · Коутиньо 45+1′, 52′ · Дуду 89′ | Отчёт    |        |

| Египет                            | 4:0(1:0) | Австрия |
| --------------------------------- | -------- | ------- |
| Собхи 31′ · Ибрахим 60′, 62′, 82′ | Отчёт    |         |

### Группа F
| Команда   | И | В | Н | П | ГЗ | ГП | РГ | О |
| --------- | - | - | - | - | -- | -- | -- | - |
| Аргентина | 3 | 2 | 1 | 0 | 4  | 0  | +4 | 7 |
| Мексика   | 3 | 1 | 1 | 1 | 3  | 1  | +2 | 4 |
| Англия    | 3 | 0 | 3 | 0 | 0  | 0  | 0  | 3 |
| КНДР      | 3 | 0 | 1 | 2 | 0  | 6  | −6 | 1 |

| Англия | 0:0(0:0) | КНДР |
| ------ | -------- | ---- |
|        | Отчёт    |      |

| Аргентина  | 1:0(1:0) | Мексика |
| ---------- | -------- | ------- |
| Ламела 31′ | Отчёт    |         |

| Мексика                                              | 3:0(1:0) | КНДР |
| ---------------------------------------------------- | -------- | ---- |
| Ри Йон-Чхол 45+1′ (авт.) · Гуарч 54′ · Де Буэн 90+4′ | Отчёт    |      |

| Аргентина | 0:0(0:0) | Англия |
| --------- | -------- | ------ |
|           | Отчёт    |        |

| Мексика | 0:0(0:0) | Англия |
| ------- | -------- | ------ |
|         | Отчёт    |        |

| Аргентина                                        | 3:0(1:0) | КНДР |
| ------------------------------------------------ | -------- | ---- |
| Феррейра 36′ · Вильяфаньес 84′ · Чирильяно 90+5′ | Отчёт    |      |

### Рейтинг 3-х команд
| Группа | Команда          | И | В | Н | П | ГЗ | ГП | РГ  | О |
| ------ | ---------------- | - | - | - | - | -- | -- | --- | - |
| F      | Англия           | 3 | 0 | 3 | 0 | 0  | 0  | 0   | 3 |
| А      | Республика Корея | 3 | 1 | 0 | 2 | 3  | 4  | −1  | 3 |
| C      | Коста-Рика       | 3 | 1 | 0 | 2 | 4  | 9  | −5  | 3 |
| D      | Гватемала        | 3 | 1 | 0 | 2 | 1  | 11 | −10 | 3 |
| B      | Новая Зеландия   | 3 | 0 | 2 | 1 | 2  | 3  | −1  | 2 |
| E      | Панама           | 3 | 0 | 1 | 2 | 0  | 5  | −5  | 1 |

## Плей-офф

### Сетка плей-офф
Время начала матчей — местное (UTC−5)
|  | 1/8 финала                       | 1/8 финала                     |                                |       | Четвертьфиналы | Четвертьфиналы |                             |                             | Полуфиналы | Полуфиналы |  |  | Финал | Финал |
|  | -------------------------------- | ------------------------------ | ------------------------------ | ----- | -------------- | -------------- | --------------------------- | --------------------------- | ---------- | ---------- |  |  | ----- | ----- |
|  |                                  |                                |                                |       |                |                |                             |                             |            |            |  |  |       |       |
|  | 10 августа — 20:00 — Барранкилья |                                |                                |       |                |                |                             |                             |            |            |  |  |       |       |
|  |                                  |                                |                                |       |                |                |                             |                             |            |            |  |  |       |       |
|  | Бразилия                         | 3                              |                                |       |                |                |                             |                             |            |            |  |  |       |       |
|  | Бразилия                         | 3                              | 14 августа — 18:00 — Перейра   |       |                |                |                             |                             |            |            |  |  |       |       |
|  | Саудовская Аравия                | 0                              |                                |       |                |                |                             |                             |            |            |  |  |       |       |
|  | Саудовская Аравия                | 0                              | Бразилия (пен.)                | 2 (4) |                |                |                             |                             |            |            |  |  |       |       |
|  | 10 августа — 17:00 — Манисалес   |                                | Бразилия (пен.)                | 2 (4) |                |                |                             |                             |            |            |  |  |       |       |
|  |                                  | Испания                        | 2 (2)                          |       |                |                |                             |                             |            |            |  |  |       |       |
|  | Испания (пен.)                   | Испания                        | 2 (2)                          | 0 (7) |                |                |                             |                             |            |            |  |  |       |       |
|  | Испания (пен.)                   |                                | 17 августа — 20:00 — Перейра   | 0 (7) |                |                |                             |                             |            |            |  |  |       |       |
|  | Республика Корея                 | 0 (6)                          |                                |       |                |                |                             |                             |            |            |  |  |       |       |
|  | Республика Корея                 | 0 (6)                          | Бразилия                       | 2     |                |                |                             |                             |            |            |  |  |       |       |
|  | 9 августа — 20:00 — Перейра      |                                | Бразилия                       | 2     |                |                |                             |                             |            |            |  |  |       |       |
|  |                                  | Мексика                        | 0                              |       |                |                |                             |                             |            |            |  |  |       |       |
|  | Камерун                          | Мексика                        | 0                              | 1 (0) |                |                |                             |                             |            |            |  |  |       |       |
|  | Камерун                          | 13 августа — 20:00 — Богота    |                                | 1 (0) |                |                |                             |                             |            |            |  |  |       |       |
|  | Мексика (пен.)                   | 1 (3)                          |                                |       |                |                |                             |                             |            |            |  |  |       |       |
|  | Мексика (пен.)                   | 1 (3)                          | Мексика                        | 3     |                |                |                             |                             |            |            |  |  |       |       |
|  | 9 августа — 20:00 — Богота       |                                | Мексика                        | 3     |                |                |                             |                             |            |            |  |  |       |       |
|  |                                  | Колумбия                       | 1                              |       |                |                |                             |                             |            |            |  |  |       |       |
|  | Колумбия                         | Колумбия                       | 1                              | 3     |                |                |                             |                             |            |            |  |  |       |       |
|  | Колумбия                         |                                | 20 августа — 20:00 — Богота    | 3     |                |                |                             |                             |            |            |  |  |       |       |
|  | Коста-Рика                       | 2                              |                                |       |                |                |                             |                             |            |            |  |  |       |       |
|  | Коста-Рика                       | 2                              | Бразилия (п.д.в.)              | 3     |                |                |                             |                             |            |            |  |  |       |       |
|  | 10 августа — 20:00 — Картахена   |                                | Бразилия (п.д.в.)              | 3     |                |                |                             |                             |            |            |  |  |       |       |
|  |                                  | Португалия                     | 2                              |       |                |                |                             |                             |            |            |  |  |       |       |
|  | Франция                          | Португалия                     | 2                              | 1     |                |                |                             |                             |            |            |  |  |       |       |
|  | Франция                          | 14 августа — 15:00 — Кали      |                                | 1     |                |                |                             |                             |            |            |  |  |       |       |
|  | Эквадор                          | 0                              |                                |       |                |                |                             |                             |            |            |  |  |       |       |
|  | Эквадор                          | 0                              | Франция (п.д.в.)               | 3     |                |                |                             |                             |            |            |  |  |       |       |
|  | 10 августа — 17:00 — Армения     |                                | Франция (п.д.в.)               | 3     |                |                |                             |                             |            |            |  |  |       |       |
|  |                                  | Нигерия                        | 2                              |       |                |                |                             |                             |            |            |  |  |       |       |
|  | Нигерия                          | Нигерия                        | 2                              | 1     |                |                |                             |                             |            |            |  |  |       |       |
|  | Нигерия                          |                                | 17 августа — 17:00 — Медельин  | 1     |                |                |                             |                             |            |            |  |  |       |       |
|  | Англия                           | 0                              |                                |       |                |                |                             |                             |            |            |  |  |       |       |
|  | Англия                           | 0                              | Франция                        | 0     |                |                |                             |                             |            |            |  |  |       |       |
|  | 9 августа — 17:00 — Кали         |                                | Франция                        | 0     |                |                |                             |                             |            |            |  |  |       |       |
|  |                                  | Португалия                     | 2                              |       | Третье место   | Третье место   |                             |                             |            |            |  |  |       |       |
|  | Португалия                       | Португалия                     | 2                              | 1     | Третье место   | Третье место   |                             |                             |            |            |  |  |       |       |
|  | Португалия                       | 13 августа — 17:00 — Картахена | 13 августа — 17:00 — Картахена | 1     |                |                | 20 августа — 17:00 — Богота | 20 августа — 17:00 — Богота |            |            |  |  |       |       |
|  | Гватемала                        | 13 августа — 17:00 — Картахена | 13 августа — 17:00 — Картахена | 0     |                |                | 20 августа — 17:00 — Богота | 20 августа — 17:00 — Богота |            |            |  |  |       |       |
|  | Гватемала                        | Португалия (пен.)              | 0 (5)                          | 0     | Мексика        | 3              |                             |                             |            |            |  |  |       |       |
|  | 9 августа — 17:00 — Медельин     | Португалия (пен.)              | 0 (5)                          |       | Мексика        | 3              |                             |                             |            |            |  |  |       |       |
|  |                                  | Аргентина                      | 0 (4)                          |       | Франция        | 1              |                             |                             |            |            |  |  |       |       |
|  | Аргентина                        | Аргентина                      | 0 (4)                          | 2     | Франция        | 1              |                             |                             |            |            |  |  |       |       |
|  | Аргентина                        |                                |                                | 2     |                |                |                             |                             |            |            |  |  |       |       |
|  | Египет                           | 1                              |                                |       |                |                |                             |                             |            |            |  |  |       |       |
|  | Египет                           | 1                              |                                |       |                |                |                             |                             |            |            |  |  |       |       |

### 1/8 финала
| Португалия            | 1:0   | Гватемала |
| --------------------- | ----- | --------- |
| Н. Оливейра 7′ (пен.) | Отчёт |           |

| Аргентина                     | 2:1   | Египет           |
| ----------------------------- | ----- | ---------------- |
| Ламела 42′ (пен.), 64′ (пен.) | Отчёт | Салах 70′ (пен.) |

| Камерун                  | 1:1 (доп. вр.) | Мексика                  |
| ------------------------ | -------------- | ------------------------ |
| Оандза 79′               | Отчёт          | Оррантия 81′             |
| Пенальти                 |                |                          |
| Оандза · Нгесси · Мбонди | 0:3            | Торрес · Давила · Пиньон |

| Колумбия                                         | 3:2   | Коста-Рика           |
| ------------------------------------------------ | ----- | -------------------- |
| Мурьель 56′ · Франко 79′ · Родригес 90+3′ (пен.) | Отчёт | Руис 63′ · Эскоэ 65′ |

| Нигерия    | 1:0   | Англия |
| ---------- | ----- | ------ |
| Эгбеди 63′ | Отчёт |        |

| Испания                                                      | 0:0 (доп. вр.) | Республика Корея                                                                                           |
| ------------------------------------------------------------ | -------------- | --- |
|                                                              | Отчёт          | |
| Пенальти                                                     |                | |
| Тельо · Ресио · Коке · Васкес · Иско · Бартра · Амат · Ромеу | 7:6            | Чжун Сён-Йон · Нам Сён-Во · Ли Ки-Чже · Ким Джин Су · Чан Хён Су · Мин Сан-Ги · Пэк Сон Дон · Ким Кён-Чжун |

| Бразилия                          | 3:0   | Саудовская Аравия |
| --------------------------------- | ----- | ----------------- |
| Энрике 46′ · Силва 69′ · Дуду 86′ | Отчёт |                   |

| Франция      | 1:0   | Эквадор |
| ------------ | ----- | ------- |
| Гризманн 79′ | Отчёт |         |

### 1/4 финала
| Португалия                                                         | 0:0 (доп. вр.) | Аргентина                                                             |
| ------------------------------------------------------------------ | -------------- | --------------------------------------------------------------------- |
|                                                                    | Отчёт          |                                                                       |
| Пенальти                                                           |                |                                                                       |
| Рейш · Данилу · Родерик · Рафа · Н. Оливейра · Тьягу · С. Оливейра | 5:4            | Ламела · Итурбе · Нерво · Гонсалес Пирес · Руис · Вулетич · Тальяфико |

| Мексика                             | 3:1   | Колумбия   |
| ----------------------------------- | ----- | ---------- |
| Торрес 37′ (пен.) · Ривера 69′, 88′ | Отчёт | Сапата 60′ |

| Франция                          | 3:2 (доп. вр.) | Нигерия            |
| -------------------------------- | -------------- | ------------------ |
| Ляказетт 50′, 104′ · Фофана 102′ | Отчёт          | Эджике 90+3′, 111′ |

| Бразилия                          | 2:2 (доп. вр.) | Испания                          |
| --------------------------------- | -------------- | -------------------------------- |
| Виллиан Жозе 35′ · Дуду 100′      | Отчёт          | Родриго 57′Васкес 102′           |
| Пенальти                          |                |                                  |
| Каземиро · Данило · Энрике · Дуду | 4:2            | Амат · Роберто · Бартра · Васкес |

### Полуфиналы
| Франция | 0:2   | Португалия                         |
| ------- | ----- | ---------------------------------- |
|         | Отчёт | Данилу 9′ · Н. Оливейра 40′ (пен.) |

| Бразилия        | 2:0   | Мексика |
| --------------- | ----- | ------- |
| Энрике 80′, 84′ | Отчёт |         |

### Матч за 3-е место
| Мексика                               | 3:1   | Франция     |
| ------------------------------------- | ----- | ----------- |
| Давила 12′ · Энрикес 49′ · Ривера 71′ | Отчёт | Ляказетт 8′ |

### Финал
| Бразилия            | 3:2 (доп. вр.) | Португалия                 |
| ------------------- | -------------- | -------------------------- |
| Оскар 4′, 77′, 110′ | Отчёт          | Алекс 9′ · Н. Оливейра 59′ |

## Список бомбардиров
| - 5 голов - Альваро Васкес - Энрике - Александр Ляказетт - 4 гола - Филипе Коутиньо - Луис Мурьель - Нелсон Оливейра - 3 гола - Дуду - Оскар - Мохамед Ибрахим - Оларенважу Кайоде - Ахмед Муса - Эдафе Эгбеди - Хамес Родригес - Джон Хайро Руис - Эрик Ламела - Родриго Морено Мачадо - Эдсон Ривера - 2 гола - Томми Оур - Виллиан Жозе - Жоэль Кэмпбелл - Жиль Суну - Гейда Фофана - Уче Нвофор - Мадуабучи Эджике - Яссер аль-Фахми - Серхио Каналес - Марлон де Хесус - 1 гол - Эсекьель Сирильяно - Факундо Феррейра - Лукас Вильяфаньес - Данило - Габриэл Силва - Крист Мбонди - Эмманюэль Мбонго - Фрэнк Оандза - Сантьяго Ариас - Хосе Адольфо Валенсия - Педро Франко - Дуван Сапата - Андрей Крамарич - Иван Лендрич | - - Хуан Говеа - Эдсон Монтана - Омар Габер - Мохамед Гази - Ахмед Хегази - Мохамед Салах - Седрик Бакамбу - Антуан Гризманн - Диего де Буэн - Тауфик Гуарч - Карлос Оррантия - Эрик Торрес - Улисес Давила - Хорхе Энрикес - Эндрю Бевин - Абдул Аджагун - Терна Сусвам - Мариу Руй - Данилу - Алекс - Салим аль-Давсари - Мухаммед аль-Фатиль - Ибрагим аль-Ибрагим - Яссир аш-Шахрани - Фахад аль-Муваллад - Яхья Дагрири - Чан Хён Су - Ким Кюнг-Джунг - Ким Ёнг-Ук - Иско - Коке - Сержи Роберто - Адриан Луна - Керем Булут - Марвин Себальос - Минор Эскоэ - Автоголы - Серж Тчаха (в матче с Новой Зеландией) - Франсиско Кальво (в матче с Австралией) - Ри Ёнг-Чол (в матче с Мексикой) |

## Призёры
| Чемпион  |
| -------- |
| Бразилия |

| 2-е место  | 3-е место | 4-е место |
| ---------- | --------- | --------- |
| Португалия | Мексика   | Франция   |